# Народное кладбище в Мартине
Народное кладбище (словац. Národný cintorín v Martine) — словацкое мемориальное кладбище, расположенное в г. Мартин (город) в северной Словакии. Место последнего упокоения многих выдающихся личностей Словакии. Входит в список национальных памятников культуры Словакии.

## История
Создание кладбища связано с реформами эпохи Просвещения в XVIII веке. В 1785 году австрийские власти провели в империи инвентаризацию кладбищ и отдельных захоронений. Согласно документам, стало известно, что кладбище в городе Мартин было основано в 1780 году, что стало первым письменным доказательством его существования.
Его значение как общенационального отмечено во второй половине XIX века, когда опеку над ним взяло на себя национальное культурно-просветительное общество «Матица словацкая».
В 1912 году площадь кладбища составляла 23 580 м². В настоящее время кладбище состоит из двух участков, разделенных на шесть основных участков.
В 1967 году кладбище было объявлено национальным культурным памятником Словакии.

## Известные персоналии, похороненные на кладбище

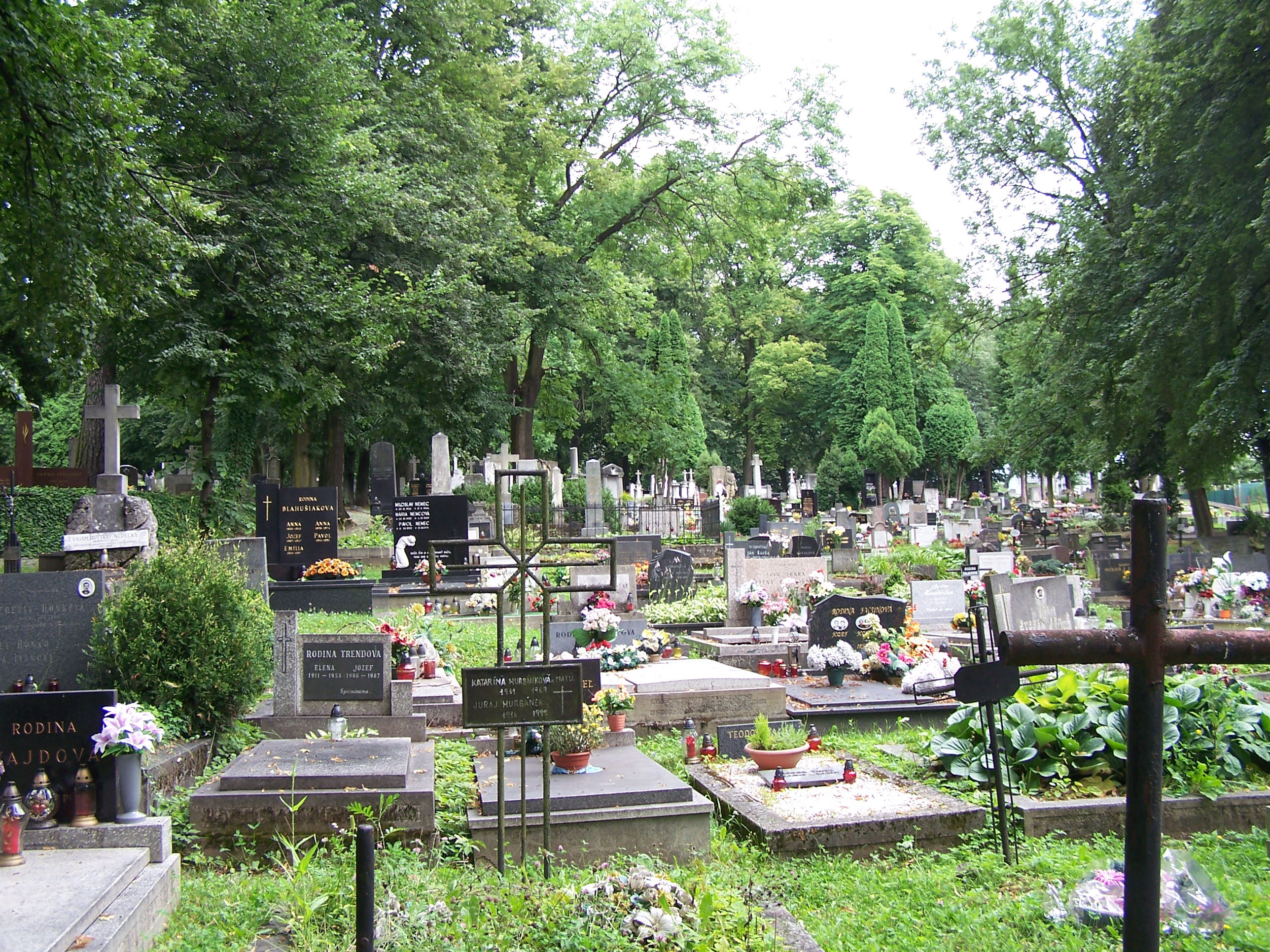
Народное кладбище в Мартине

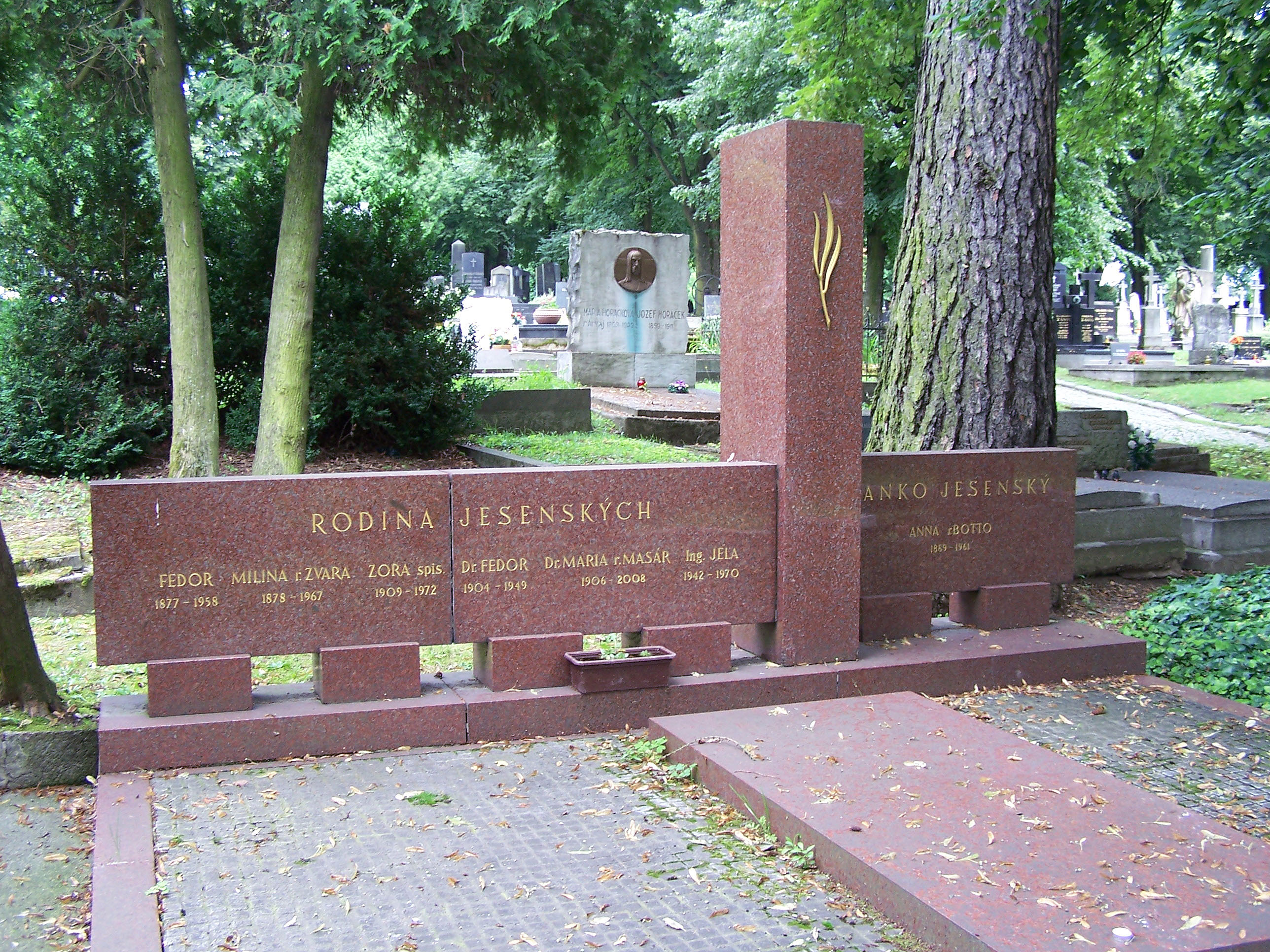
Могила Янко Есенского

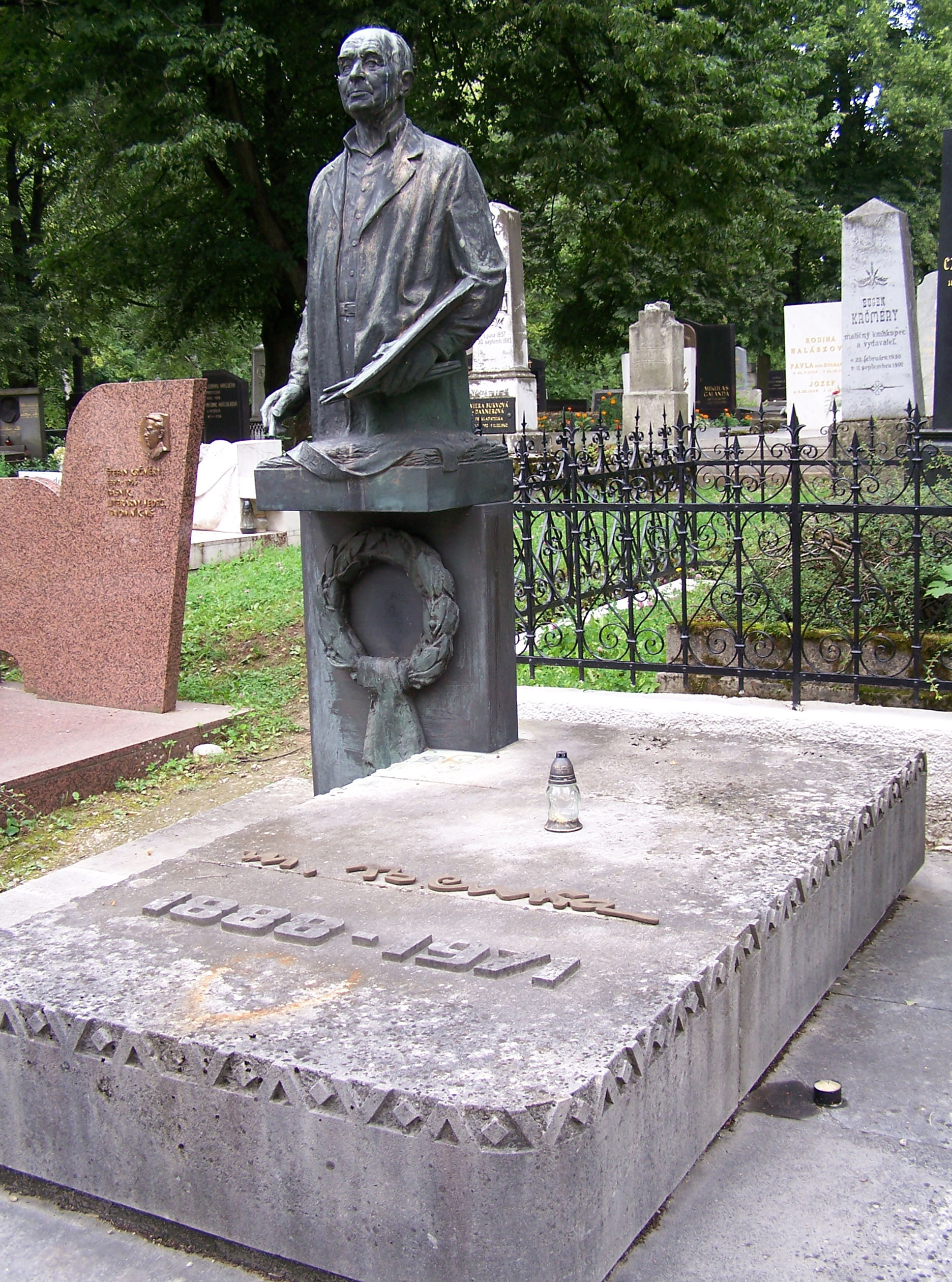
Могила М. Бенка, художника

- Бенка, Мартин — словацкий художник, график и иллюстратор. Народный художник ЧССР. Лауреат Государственных премий Чехословакии и ЧССР.
- Галанда, Микулаш — словацкий художник.
- Годжа, Милан — чехословацкий политик, премьер-министр Чехословакии в 1935—1938.
- Гурбан-Ваянский, Светозар — словацкий поэт, прозаик, литературный критик, публицист, общественный деятель, одна из центральных фигур литературной жизни Словакии конца XIX — начала XX в.
- Дакснер, Штефан Марко — общественный деятель, писатель, будитель. Один из руководителей словацкого национального движения в 1848-1849 годов.
- Есенский, Янко — словацкий прозаик, поэт, переводчик и литературный и политический деятель словацкого национального движения.
- Калинчак, Ян — словацкий писатель и поэт.
- Кметь, Андрей — словацкий ботаник, этнограф, археолог и геолог.
- Краль, Янко — словацкий поэт и деятель национально-освободительного движения.
- Кузманый, Карол — словацкий литератор-патриот.
- Кукучин, Мартин — словацкий писатель, драматург и публицист. Один из самых ярких представителей словацкого литературного реализма, один из родоначальников современной словацкой прозы.
- Амбро Пиетор — словацкий журналист, редактор и публицист. Деятель словацкого национального культурно-просветительного движения.
- Смрек, Ян — словацкий писатель и поэт.
- Стодола, Иван — словацкий писатель и драматург.
- Штефан Крчмери — словацкий поэт.
- Францисци, Ян — видный деятель словацкого национально-освободительного движения, собиратель словацкого фольклора, писатель и журналист.
- Цигер-Гронский, Йозеф — словацкий детский писатель.
- Чамбел, Самуэль — словацкий учёный-славист, филолог, языковед.
- Чатлош, Фердинанд — военный деятель Словакии, министр национальной обороны, генерал.